# Scleranthopsis aphanantha
Scleranthopsis aphanantha là loài thực vật có hoa thuộc họ Cẩm chướng. Loài này được (Rech. f.) Rech. f. miêu tả khoa học đầu tiên năm 1967.